# Orson i Olivia
Orson i Olivia (1993–1995) – włosko-francuski serial animowany dawniej emitowany w Polsce.

## Fabuła
Opowieść rozgrywa się w centrum dziewiętnastowiecznego Londynu. Dwójka porzuconych dzieciaków razem z psem Fallstaffem musi sobie poradzić z wieloma problemami. Nie ma dnia bez ucieczki przed policją. Bohaterowie muszą przetrwać na ulicy i zarabiać pieniądze, np. za wyłapywanie szczurów. Czasem spotykają znane postacie, takie jak Sherlock Holmes i Watson, Charles Dickens czy Lewis Carroll.

## Bohaterowie
- Orson

- Olivia

- Fallstaff

## Wersja polska
Opracowanie wersji polskiej: Start International Polska

Reżyseria: Ewa Złotowska

Dialogi polskie: Dariusz Dunowski

Dźwięk i montaż: Sławomir Czwórnóg

Udział wzięli:
- Tomasz Kozłowicz –
  - Orson,
  - stary służący

i inni

## Pierwowzór serii
Serial animowany jest luźno oparty na francuskim komiksie Basil et Victoria, którego twórcami są Yann i Edith. Tak jak w serialu, akcja skupia się na przygodach grupy sierot w wiktoriańskim Londynie. Zmienione zostały jednak imiona dwójki protagonistów (w oryginale Basil i Victoria, w serialu – Orson i Olivia). Część odcinków jest oparta na epizodach z komiksu, lecz niektóre są oryginalnym pomysłem twórców scenariusza. Komiks został wydany w pięciu tomach w latach 1990–2007. Wszystkie zeszyty zostały opublikowane przez wydawnictwo Les Humanoïdes Associés.

## Spis odcinków
| Nr             | Polski tytuł  | Angielski tytuł                  |
| -------------- | ------------- | -------------------------------- |
|                |               |                                  |
| SERIA PIERWSZA |               |                                  |
|                |               |                                  |
| 01             |               | Henrietta                        |
|                |               |                                  |
| 02             |               | The Music Hall                   |
|                |               |                                  |
| 03             |               | The Crown Jewels                 |
|                |               |                                  |
| 04             |               | The Conquerors of the North Pole |
|                |               |                                  |
| 05             |               | Blackhoof                        |
|                |               |                                  |
| 06             |               | The 37th Duke of Sutherland      |
|                |               |                                  |
| 07             |               | Heart of Stone                   |
|                |               |                                  |
| 08             |               | Dancing Eyes                     |
|                |               |                                  |
| 09             |               | The Maharajah’s Children         |
|                |               |                                  |
| 10             |               | The Bomb                         |
|                |               |                                  |
| 11             |               | A Shameful Bet                   |
|                |               |                                  |
| 12             |               | Baobab                           |
|                |               |                                  |
| 13             |               | Mr. William                      |
|                |               |                                  |
| 14             |               | Docker Jim                       |
|                |               |                                  |
| 15             |               | The Squatting Scribe             |
|                |               |                                  |
| 16             |               | The Twentieth Century Woman      |
|                |               |                                  |
| 17             |               | Robex Strikes Back               |
|                |               |                                  |
| 18             |               | The Exit, Please                 |
|                |               |                                  |
| 19             | Prima aprilis | April’s Fools                    |
|                |               |                                  |
| 20             |               | Falstaff’s Blackbird             |
|                |               |                                  |
| 21             |               | The Thames Swans                 |
|                |               |                                  |
| 22             |               | Ootchy Kootchy                   |
|                |               |                                  |
| 23             |               | The Other Side of the Fog        |
|                |               |                                  |
| 24             |               | The Pink Ribbon                  |
|                |               |                                  |
| 25             |               | Romeo & Olivia                   |
|                |               |                                  |
| 26             |               | Christmas Pudding                |
|                |               |                                  |